# Sergei Orestowitsch Besseda
Sergei Orestowitsch Besseda (russisch Сергей Орестович Беседа; * 17. Mai 1954) ist ein russischer Politiker, Generaloberst und ehemaliger Leiter des Fünften Dienstes des russischen Geheimdienstes FSB. Er leitete diesen von Wladimir Putin 1998 gegründeten Dienst von 2009 bis Anfang März 2022. Putin war 1998 Direktor des FSB. Der Fünfte Dienst ist zuständig für Spionage und Kontrolle von Ländern der ehemaligen Sowjetunion, insbesondere der Ukraine. Bevor Besseda Leiter des Fünften Dienstes wurde, arbeitete er in der Spionageabwehr. Berichten zufolge wurde Besseda im März 2022 von Putin unter Hausarrest gestellt und am 8. April in das Moskauer Lefortowo-Gefängnis verlegt.

## Werdegang
2003 wurde Besseda zum stellvertretenden Abteilungsleiter des FSB ernannt – Leiter der Direktion für die Koordinierung operativer Informationen der Abteilung für Analyse, Prognose und strategische Planung. Im folgenden Jahr wurde er stellvertretender Dienstleiter – Leiter der Abteilung für operative Informationen des Dienstes für Prognoseanalyse und strategische Planung.

### Leiter des fünften Dienstes des FSB (2009)
Ab 2009 leitete Besseda den Dienst für operative Informationen und internationale Beziehungen des FSB (Fünfter Dienst).
Besseda wurde am 4. März 2010 als Vertreter des FSB in die russische Kommission zur Teilnahme Russlands an G8 aufgenommen, die damals zur Kommission zur Teilnahme an der G8 und an der Gruppe der zwanzig wichtigsten Industrie- und Schwellenländer (G20) umbenannt wurde.

### Einsatz in der Ukraine 2014
Am 20. und 21. Februar 2014, während der Euromaidan-Revolution und kurz vor dem Sturz des Präsidenten der Ukraine Wiktor Janukowytsch, war Besseda in Kiew und in Kontakt mit dem Sicherheitsdienst der Ukraine (SBU), der offiziell damit beauftragt war, das erforderliche Schutzniveau für die Russische Botschaft und andere russische Institutionen in der Hauptstadt festzulegen. Besseda bat um ein Treffen mit Präsident Janukowitsch, dies wurde jedoch abgelehnt. Am 4. April während der vorgerichtlichen Untersuchung der zahlreichen Ermordungen von ukrainischen Demonstranten bat das ukrainische Außenministerium Russland, über die Umstände von Bessedas Aufenthalt in der Ukraine zu informieren.
Am 26. Juli 2014 wurde Besseda in die EU-Verordnung gegen Personen nach der Krimannexion durch Russland aufgenommen.
Am 6. Oktober 2014 unterzeichnete Besseda eine Vereinbarung über den gegenseitigen Schutz von Verschlusssachen mit Goran Matić, Direktor des Nationalen Sicherheitsrats der Republik Serbien.

### Machtsturz und Lefortowo-Gefängnis ab 2022
Am 11. März berichteten die investigativen Journalisten Andrei Soldatow und Irina Borogan, dass Besseda und sein Stellvertreter Anatoli Boljuch wegen Putins Unzufriedenheit über die Geheimdienstfehler bezüglich der Vorbereitung des Russischen Überfalls auf die Ukraine unter Hausarrest gestellt wurden. Offiziell wird dem General Untreue vorgeworfen. Tatsächlich hätten jedoch Besseda und sein Stellvertreter Anatoli Boljuch dem Kreml falsche Informationen über die tatsächliche Situation in der Ukraine vor der Invasion gemeldet, so der Wiener investigative Journalist Christo Grozew von Bellingcat. Im März 2022 berichtete die Investigativgruppe Bellingcat, dass etwa 150 FSB-Agenten entlassen und einige von ihnen festgenommen worden seien. Am 11. April berichtete auch The Times of London, dass Besseda in das berüchtigte Lefortowo-Gefängnis am Rande Moskaus verlegt worden sei, Schauplatz von Massenhinrichtungen während der Stalinsche Säuberungen. Russische Behörden gaben bisher keine offizielle Bestätigung für eines dieser Ereignisse.
In den Jahren vor der Invasion hatte der Fünfte Dienst aktiv versucht, die Ukraine zu destabilisieren, so Grozew. Neben der Ausbildung pro-russischer Politiker hätten Agenten versucht, Unruhen unter rechtsextremen Gruppen in der Westukraine zu schüren. Der russische Geheimdienst soll sich im Vorfeld des Kriegs die Unterstützung von Politikern in der Ukraine mit Milliarden von Dollar gesichert haben. Etwa 150 FSB-Beamte sollen ab 2014 mit Hilfe eines unbegrenzten Budgets Ukrainer aller Ebenen rekrutiert haben, sagte Grozew, so die „Times“. Ein Großteil des Geldes soll für teure Reisen von Ukrainern nach Thailand, Zypern oder auf die Malediven ausgegeben worden sein. Laut Grozew sei der FSB allerdings völlig darin gescheitert, in der Ukraine für Unruhe zu sorgen.
Am 29. April gab Soldatow bekannt, dass Besseda wieder freigelassen worden sei. Danach habe er seine Tätigkeit in einem Büro der Lubjanka wieder aufgenommen. Bessedas Freilassung wurde als „taktischer Rückzug“ Putins gewertet, der auf diese Weise „die Kluft zwischen dem Kreml und seinen [Geheimdienst-]Eliten, [die sich angesichts der Misserfolge im Ukraine-Krieg aufgetan hatte], zu schließen“ versuchte. Nach der vorangegangenen Verhaftung Bessedas, die als „an den Geheimdienst gerichtete Warnung“ anzusehen sei, sollte damit die „zweite Reihe“ der Geheimdienst-Funktionäre, „von der die Stabilität des Systems und ein reibungsloser Entscheidungsprozess zu einem guten Teil abhängt“, wieder beschwichtigt werden.

## Familie
Besseda hat zwei Söhne.